# Gavin Hastings
Andrew Gavin Hastings (3. ledna 1962 Edinburgh) je bývalý skotský ragbista, který hrál na pozici zadáka. V roce 2013 byl jmenován do Světové síně slávy ragby.
Za Skotsko odehrál 67 zápasů (20 zápasů jako kapitán) a připsal si 733 bodů. Vyhrál Pohár 5 národů v roce 1986 a 1990. Pomohl Skotsku na MS 1991 ke 4. místu, což je nejlepší výsledek Skotska na MS. Je považován za jednoho z nejlepších hráčů své země. Na světových šampionátech nasbíral dohromady 227 bodů a v historické tabulce je druhý za Jonnym Wilkinsonem se 277 body. 
V roce 1993 dostal Řád Britského impéria. V roce 1989 a 1993 byl součástí Britských a Irských lvů. Se 1203 body je hráčem s nejvíce body za klub Watsonian RFC. Jeden rok hrál americký fotbal za skotský klub Claymores, se kterým vyhrál World Bowl 96.

## Kariéra

### Klubová kariéra
- 1980 - 1997 Watsonian FC
- 1984 - 1985 Cambridge university